# Требан (Тарн)
Треба́н (фр. Tréban, окс. Trebanh) — коммуна во Франции, находится в регионе Юг — Пиренеи. Департамент — Тарн. Входит в состав кантона Кармо-1 Ле-Сегала. Округ коммуны — Альби.
Код INSEE коммуны — 81302.

## География
Коммуна расположена приблизительно в 530 км к югу от Парижа, в 95 км северо-восточнее Тулузы, в 25 км к северо-востоку от Альби.
На северо-востоке коммуны протекает небольшая река Дюрм (фр. Durmes).

## Климат
Климат умеренно-океанический. Зима мягкая и дождливая, лето жаркое с частыми грозами. Ветры довольно редки.

## Население
Население коммуны на 2010 год составляло 43 человека.
| 1962 | 1968 | 1975 | 1982 | 1990 | 1999 | 2010 |
| ---- | ---- | ---- | ---- | ---- | ---- | ---- |
| 107  | 103  | 90   | 68   | 58   | 51   | 43   |

## Администрация
| Период | Период | Фамилия       | Партия | Примечания |
| ------ | ------ | ------------- | ------ | ---------- |
| 2001   | 2008   | Жорж Вьяла    |        |            |
| 2008   | 2020   | Жаклин Дельпу |        |            |

## Экономика
В 2007 году среди 27 человек в трудоспособном возрасте (15—64 лет) 19 были экономически активными, 8 — неактивными (показатель активности — 70,4 %, в 1999 году было 74,1 %). Из 19 активных работали 19 человек (10 мужчин и 9 женщин), безработных не было. Среди 8 неактивных 4 человека были учениками или студентами, 2 — пенсионерами, 2 были неактивными по другим причинам.